# Hey Ya!
Hey Ya! is een nummer van OutKast uit 2003. Met het nummer won OutKast in 2004 een Grammy Award in de categorie Best Urban/Alternative Performance. Het nummer was een single uit het ook met Grammy Awards bekroonde album Speakerboxxx/The Love Below.
Hey Ya! was een nummer 1-hit in Australië, Canada, Noorwegen en Zweden.
Het nummer was in Nederland in eerste instantie geen succes en verdween redelijk snel uit de hitlijsten. Nadat Hey Ya! te horen was in een commercial van KPN kwam de single terug in de Top 40 / Single Top 100 en werd het alsnog een bescheiden hit.

## Hitnoteringen

### Nederlandse Top 40
| Hitnotering: (Week 1 t/m 4) 15-11-2003 t/m 06-12-2003 Hitnotering: (Week 5 t/m 15) 03-07-2004 t/m 11-09-2004 | Hitnotering: (Week 1 t/m 4) 15-11-2003 t/m 06-12-2003 Hitnotering: (Week 5 t/m 15) 03-07-2004 t/m 11-09-2004 | Hitnotering: (Week 1 t/m 4) 15-11-2003 t/m 06-12-2003 Hitnotering: (Week 5 t/m 15) 03-07-2004 t/m 11-09-2004 | Hitnotering: (Week 1 t/m 4) 15-11-2003 t/m 06-12-2003 Hitnotering: (Week 5 t/m 15) 03-07-2004 t/m 11-09-2004 | Hitnotering: (Week 1 t/m 4) 15-11-2003 t/m 06-12-2003 Hitnotering: (Week 5 t/m 15) 03-07-2004 t/m 11-09-2004 | Hitnotering: (Week 1 t/m 4) 15-11-2003 t/m 06-12-2003 Hitnotering: (Week 5 t/m 15) 03-07-2004 t/m 11-09-2004 | Hitnotering: (Week 1 t/m 4) 15-11-2003 t/m 06-12-2003 Hitnotering: (Week 5 t/m 15) 03-07-2004 t/m 11-09-2004 | Hitnotering: (Week 1 t/m 4) 15-11-2003 t/m 06-12-2003 Hitnotering: (Week 5 t/m 15) 03-07-2004 t/m 11-09-2004 | Hitnotering: (Week 1 t/m 4) 15-11-2003 t/m 06-12-2003 Hitnotering: (Week 5 t/m 15) 03-07-2004 t/m 11-09-2004 | Hitnotering: (Week 1 t/m 4) 15-11-2003 t/m 06-12-2003 Hitnotering: (Week 5 t/m 15) 03-07-2004 t/m 11-09-2004 | Hitnotering: (Week 1 t/m 4) 15-11-2003 t/m 06-12-2003 Hitnotering: (Week 5 t/m 15) 03-07-2004 t/m 11-09-2004 | Hitnotering: (Week 1 t/m 4) 15-11-2003 t/m 06-12-2003 Hitnotering: (Week 5 t/m 15) 03-07-2004 t/m 11-09-2004 | Hitnotering: (Week 1 t/m 4) 15-11-2003 t/m 06-12-2003 Hitnotering: (Week 5 t/m 15) 03-07-2004 t/m 11-09-2004 | Hitnotering: (Week 1 t/m 4) 15-11-2003 t/m 06-12-2003 Hitnotering: (Week 5 t/m 15) 03-07-2004 t/m 11-09-2004 | Hitnotering: (Week 1 t/m 4) 15-11-2003 t/m 06-12-2003 Hitnotering: (Week 5 t/m 15) 03-07-2004 t/m 11-09-2004 | Hitnotering: (Week 1 t/m 4) 15-11-2003 t/m 06-12-2003 Hitnotering: (Week 5 t/m 15) 03-07-2004 t/m 11-09-2004 | Hitnotering: (Week 1 t/m 4) 15-11-2003 t/m 06-12-2003 Hitnotering: (Week 5 t/m 15) 03-07-2004 t/m 11-09-2004 | Hitnotering: (Week 1 t/m 4) 15-11-2003 t/m 06-12-2003 Hitnotering: (Week 5 t/m 15) 03-07-2004 t/m 11-09-2004 |
| Week: | 1 | 2 | 3 | 4 | | 5 | 6 | 7 | 8 | 9 | 10 | 11 | 12 | 13 | 14 | 15 | |
| --- | --- | --- | --- | --- | --- | --- | --- | --- | --- | --- | --- | --- | --- | --- | --- | --- | --- |
| Positie: | 35 | 27 | 25 | 35 | uit | 24 | 22 | 24 | 24 | 23 | 23 | 25 | 22 | 31 | 31 | 34 | uit |

### NederlandseSingle Top 100
| Hitnotering: (Week 1 t/m 14) 01-11-2003 t/m 31-01-2004 Hitnotering: (Week 15 t/m 33) 05-06-2004 t/m 09-10-2004 | Hitnotering: (Week 1 t/m 14) 01-11-2003 t/m 31-01-2004 Hitnotering: (Week 15 t/m 33) 05-06-2004 t/m 09-10-2004 | Hitnotering: (Week 1 t/m 14) 01-11-2003 t/m 31-01-2004 Hitnotering: (Week 15 t/m 33) 05-06-2004 t/m 09-10-2004 | Hitnotering: (Week 1 t/m 14) 01-11-2003 t/m 31-01-2004 Hitnotering: (Week 15 t/m 33) 05-06-2004 t/m 09-10-2004 | Hitnotering: (Week 1 t/m 14) 01-11-2003 t/m 31-01-2004 Hitnotering: (Week 15 t/m 33) 05-06-2004 t/m 09-10-2004 | Hitnotering: (Week 1 t/m 14) 01-11-2003 t/m 31-01-2004 Hitnotering: (Week 15 t/m 33) 05-06-2004 t/m 09-10-2004 | Hitnotering: (Week 1 t/m 14) 01-11-2003 t/m 31-01-2004 Hitnotering: (Week 15 t/m 33) 05-06-2004 t/m 09-10-2004 | Hitnotering: (Week 1 t/m 14) 01-11-2003 t/m 31-01-2004 Hitnotering: (Week 15 t/m 33) 05-06-2004 t/m 09-10-2004 | Hitnotering: (Week 1 t/m 14) 01-11-2003 t/m 31-01-2004 Hitnotering: (Week 15 t/m 33) 05-06-2004 t/m 09-10-2004 | Hitnotering: (Week 1 t/m 14) 01-11-2003 t/m 31-01-2004 Hitnotering: (Week 15 t/m 33) 05-06-2004 t/m 09-10-2004 | Hitnotering: (Week 1 t/m 14) 01-11-2003 t/m 31-01-2004 Hitnotering: (Week 15 t/m 33) 05-06-2004 t/m 09-10-2004 | Hitnotering: (Week 1 t/m 14) 01-11-2003 t/m 31-01-2004 Hitnotering: (Week 15 t/m 33) 05-06-2004 t/m 09-10-2004 | Hitnotering: (Week 1 t/m 14) 01-11-2003 t/m 31-01-2004 Hitnotering: (Week 15 t/m 33) 05-06-2004 t/m 09-10-2004 | Hitnotering: (Week 1 t/m 14) 01-11-2003 t/m 31-01-2004 Hitnotering: (Week 15 t/m 33) 05-06-2004 t/m 09-10-2004 | Hitnotering: (Week 1 t/m 14) 01-11-2003 t/m 31-01-2004 Hitnotering: (Week 15 t/m 33) 05-06-2004 t/m 09-10-2004 | Hitnotering: (Week 1 t/m 14) 01-11-2003 t/m 31-01-2004 Hitnotering: (Week 15 t/m 33) 05-06-2004 t/m 09-10-2004 | Hitnotering: (Week 1 t/m 14) 01-11-2003 t/m 31-01-2004 Hitnotering: (Week 15 t/m 33) 05-06-2004 t/m 09-10-2004 | Hitnotering: (Week 1 t/m 14) 01-11-2003 t/m 31-01-2004 Hitnotering: (Week 15 t/m 33) 05-06-2004 t/m 09-10-2004 | Hitnotering: (Week 1 t/m 14) 01-11-2003 t/m 31-01-2004 Hitnotering: (Week 15 t/m 33) 05-06-2004 t/m 09-10-2004 |
| Week: | 1 | 2 | 3 | 4 | 5 | 6 | 7 | 8 | 9 | 10 | 11 | 12 | 13 | 14 | | 15 | 16 | 17 |
| --- | --- | --- | --- | --- | --- | --- | --- | --- | --- | --- | --- | --- | --- | --- | --- | --- | --- | --- |
| Positie: | 89 | 56 | 59 | 59 | 52 | 56 | 60 | 73 | 89 | 87 | 85 | 99 | 98 | 100 | uit | 85 | 81 | 47 |
| Week: | 18 | 19 | 20 | 21 | 22 | 23 | 24 | 25 | 26 | 27 | 28 | 29 | 30 | 31 | 32 | 33 | | |
| Positie: | 22 | 20 | 17 | 15 | 19 | 27 | 27 | 25 | 32 | 36 | 38 | 46 | 55 | 70 | 74 | 77 | uit | |

### VlaamseUltratop 50
| Hitnotering: 01-11-2003 t/m 28-02-2004 | Hitnotering: 01-11-2003 t/m 28-02-2004 | Hitnotering: 01-11-2003 t/m 28-02-2004 | Hitnotering: 01-11-2003 t/m 28-02-2004 | Hitnotering: 01-11-2003 t/m 28-02-2004 | Hitnotering: 01-11-2003 t/m 28-02-2004 | Hitnotering: 01-11-2003 t/m 28-02-2004 | Hitnotering: 01-11-2003 t/m 28-02-2004 | Hitnotering: 01-11-2003 t/m 28-02-2004 | Hitnotering: 01-11-2003 t/m 28-02-2004 | Hitnotering: 01-11-2003 t/m 28-02-2004 | Hitnotering: 01-11-2003 t/m 28-02-2004 | Hitnotering: 01-11-2003 t/m 28-02-2004 | Hitnotering: 01-11-2003 t/m 28-02-2004 | Hitnotering: 01-11-2003 t/m 28-02-2004 | Hitnotering: 01-11-2003 t/m 28-02-2004 | Hitnotering: 01-11-2003 t/m 28-02-2004 | Hitnotering: 01-11-2003 t/m 28-02-2004 | Hitnotering: 01-11-2003 t/m 28-02-2004 | Hitnotering: 01-11-2003 t/m 28-02-2004 |
| Week:                                  | 1                                      | 2                                      | 3                                      | 4                                      | 5                                      | 6                                      | 7                                      | 8                                      | 9                                      | 10                                     | 11                                     | 12                                     | 13                                     | 14                                     | 15                                     | 16                                     | 17                                     | 18                                     |                                        |
| -------------------------------------- | -------------------------------------- | -------------------------------------- | -------------------------------------- | -------------------------------------- | -------------------------------------- | -------------------------------------- | -------------------------------------- | -------------------------------------- | -------------------------------------- | -------------------------------------- | -------------------------------------- | -------------------------------------- | -------------------------------------- | -------------------------------------- | -------------------------------------- | -------------------------------------- | -------------------------------------- | -------------------------------------- | -------------------------------------- |
| Positie:                               | 50                                     | 34                                     | 34                                     | 25                                     | 21                                     | 22                                     | 23                                     | 21                                     | 22                                     | 22                                     | 22                                     | 21                                     | 18                                     | 21                                     | 25                                     | 32                                     | 35                                     | 47                                     | uit                                    |

### NPO Radio 2 Top 2000
| Nummer met noteringen in de NPO Radio 2 Top 2000 | '14  | '15  | '16  | '17  | '18  | '19  | '20  | '21  | '22  | '23  | '24  |
| ------------------------------------------------ | ---- | ---- | ---- | ---- | ---- | ---- | ---- | ---- | ---- | ---- | ---- |
| Hey Ya!                                          | 1429 | 1249 | 1249 | 1113 | 1362 | 1567 | 1600 | 1650 | 1665 | 1617 | 1788 |

1. ↑  Een vetgedrukt getal geeft de hoogste notering aan.
2. ↑  2014 was het eerste jaar met een notering voor dit nummer.

## Willem Storms
In de tweede liveshow van eerste seizoen van The Voice van Vlaanderen zong Willem Storms op 10 februari 2012 het nummer Hey Ya!. Na de uitzending was het nummer gelijk verkrijgbaar als muziekdownload. Een week later kwam de single op nummer 14 binnen in de Vlaamse Ultratop 50.

### Hitnotering

#### VlaamseUltratop 50
| Hitnotering: 18-02-2012 t/m 25-02-2012 | Hitnotering: 18-02-2012 t/m 25-02-2012 | Hitnotering: 18-02-2012 t/m 25-02-2012 | Hitnotering: 18-02-2012 t/m 25-02-2012 |
| Week:                                  | 1                                      | 2                                      |                                        |
| -------------------------------------- | -------------------------------------- | -------------------------------------- | -------------------------------------- |
| Positie:                               | 14                                     | 39                                     | uit                                    |